# Цовкра-2
Цовкра-2 — село в Кулінському районі Дагестану.
Село виникло приблизно 500—600 років тому. Про це свідчать надписи на надмогильних каменях. Вони написані арабською мовою, вказані роки життя, імена померших та їх батьків.
Першим мешканцем села був володар стада кіз. Місцевість була сприятливою для розведення кіз: теплий південний склон гори, незамерзаюче джерело, трависті поля і багато березових лісків, листя котрих кози дуже люблять поїдати. Першими тут збудували житло Алла і його брат Мохамада. Руїни їх хат збереглися в селі донині. Згодом за ними почали оселятися й інші. Вони будували хати в скелястій місцевості, щоб залишити більше місця для землеробства та розведення кіз. За переказами старожилів, в селі було 2 родоначальних тухуми (роди): КІялахъул і ЛухІухъул. Від них утворилося близько 20 існуючих сьогодні в селі тухумів.
Віддалене розташування від торгових шляхів дозволило селу уникнути набігів Надір-шаха та інших ненависних полководців. Село мало 3 оборонні вежі.
В 1922 році було відкрито початкову, а в 1973 середню школу.